# Modèle standard de la cosmologie
 (décembre 2018).
 (décembre 2018).
- Si vous ne connaissez pas le sujet, laissez ce bandeau (vous pouvez alors contacter les auteurs).
- Si vous supprimez le contenu mis en cause (vous pouvez préalablement contacter les auteurs),

argumentez précisément cette suppression dans la page de discussion
(un manque de référence n'est pas un argument ; une recherche réelle de référence doit avoir été effectuée, être formellement documentée).
Pour les articles homonymes, voir Modèle standard.
Le modèle standard de la cosmologie est le nom donné au modèle cosmologique qui décrit à l'heure actuelle de la façon la plus satisfaisante les grandes étapes de l'histoire de l'univers observable ainsi que son contenu actuel tels qu'ils sont révélés par les observations astronomiques. Le modèle standard décrit l'Univers comme un espace homogène et isotrope en expansion, sur lequel se superposent de grandes structures formées par l'effondrement gravitationnel d'inhomogénéités primordiales, elles-mêmes formées pendant la phase d'inflation.
Le terme de « modèle standard de la cosmologie » est inspiré du modèle standard en physique des particules. Tout comme ce dernier il possède la caractéristique de permettre une description soigneuse et détaillée de l'univers, mais n'explique cependant pas la nature de certains constituants de l'univers, ni leur abondance relative.
Le terme de modèle standard de la cosmologie a émergé vers l'an 2000, à la suite de l'arrivée d'une quantité importante d'observations astronomiques en rapport avec la cosmologie, en particulier les nouveaux catalogues de galaxies comme SDSS et 2dFGRS, l'observation de plus en plus détaillée des anisotropies du fond diffus cosmologique avec les expériences BOOMERanG et Archeops, puis l'observatoire spatial Wilkinson Microwave Anisotropy Probe (WMAP), ainsi que l'observation des supernovae lointaines et celle des effets de cisaillement gravitationnel.
Le modèle standard de la cosmologie illustre le fait que la cosmologie moderne est entrée dans une ère dite de « précision », où une somme importante de données permet une confrontation très contraignante entre modèles cosmologiques et observations.

## Position du problème: qu'est-ce qu'un modèle cosmologique réaliste?
Les deux principales caractéristiques de l'univers observable sont que celui-ci est homogène et isotrope à grande échelle, et qu'il est en expansion. Le but de la cosmologie est donc de proposer un modèle décrivant un tel univers, et expliquant les structures qui s'y sont formées. En pratique, la dynamique de l'expansion de l'univers est régie par la relativité générale, ou éventuellement une autre théorie relativiste de la gravitation. Celle-ci prédit que si l'univers est, comme on l'observe, homogène et isotrope, alors celui-ci possède en général une dynamique (il est soit en expansion, soit en contraction). L'expansion observée de l'univers indique que celui-ci était plus dense et plus chaud par le passé. Un certain nombre d'indications, notamment l'abondance des éléments légers (issus de la nucléosynthèse primordiale), indique que cette phase chaude a atteint au moins une température de 1 milliard de °C : c'est le Big Bang.
L'univers actuel comporte un grand nombre de structures comme les étoiles, les galaxies, les amas de galaxies et les superamas de galaxies : à grande échelle, il est homogène, mais est plutôt irrégulier à petite échelle. L'observation de l'univers 380 000 ans après le Big Bang, par l'intermédiaire du fond diffus cosmologique montre par contre que l'univers était à cette époque bien plus homogène qu'il ne l'est aujourd'hui. Le mécanisme d'instabilité gravitationnelle permet d'expliquer que les objets astrophysiques puissent éventuellement se former à partir d'une répartition de matière initialement peu inhomogène, l'effet attractif de la gravité ayant tendance à aider des régions plus denses que leur environnement à attirer la matière voisine. C'est donc progressivement que les grandes structures de l'univers se sont formées. Les détails de ce processus de formation des grandes structures dépend par contre de nombreux paramètres, en particulier les propriétés des formes de matière qui emplissent l'univers.
L'objectif d'un modèle cosmologique réaliste est donc de proposer un scénario qui permette de rendre compte le plus précisément possible de l'ensemble des observations. L'on distingue essentiellement deux étapes :
1. Celle qui relève de la cosmologie primordiale qui doit expliquer :
  - comment pendant le Big Bang l'univers a pu se trouver dans l'état très homogène que l'on observe par le fond diffus cosmologique,
  - pourquoi à cette époque de petites irrégularités existaient déjà,
  - comment les différentes formes de matière que nous connaissons (matière baryonique (c'est-à-dire les atomes), neutrinos, photons) ont pu être issus du Big Bang ;
2. Celle qui relève plus de la cosmologie observationnelle, qui doit expliquer :
  - la répartition actuelle des galaxies, amas et superamas de galaxies révélée par les catalogues de galaxies,
  - les propriétés physiques de ceux-ci (taille, masse, température, etc),
  - l'évolution de leur répartition que l'on observe en comparant la répartition actuelle de ces objets à celle qu'ils avaient par le passé en observant les époques plus anciennes de l'histoire de l'univers.

## Les tests cosmologiques disponibles
Pour cela, un certain nombre d'observations sont à disposition :
- la mesure de l'abondance des éléments légers : il est établi que quand la température de l'Univers descend en dessous d'un milliard de degré, protons et neutrons qui existent alors se combinent pour former parfois quelques noyaux d'atomes à faible numéro atomique : deutérium, hélium et lithium : c'est la nucléosynthèse primordiale. L'abondance relative de ces éléments dit « légers » dépend des conditions physiques qui régnaient à cette époque ;
- le fond diffus cosmologique, qui offre une photo de l'univers à l'époque où celui-ci est devenu suffisamment peu dense pour que la lumière puisse s'y propager librement (époque dite de la recombinaison, environ 380 000 ans après le Big Bang) ;
- les observations des galaxies, amas de galaxies et super amas situés à différentes distances et donc vus à différentes époques,
- la mesure de l'influence gravitationnelle de ceux-ci sur leur environnement par les effets de lentille gravitationnelle
- la mesure de l'absorption par de la matière non concentrée dans les galaxies du rayonnement des quasars lointains (forêt Lyman-α),
- la mesure du taux d'expansion de l'univers (la constante de Hubble), ainsi que de son évolution au cours du temps par l'intermédiaire de la distance de luminosité de certains objets comme les supernovae de type Ia.

Dans un avenir plus ou moins éloigné, il est envisageable d'observer d'autres phénomènes qui permettraient de sonder d'autres aspects de l'univers observable :
- Le fond cosmologique de neutrinos, qui correspond à l'équivalent du fond diffus cosmologique, mais pour les neutrinos. Celui-ci a été émis bien plus tôt dans l'histoire de l'univers, une fraction de seconde après le Big Bang.
- Le fond cosmologique d'ondes gravitationnelles, qui représente des ondes gravitationnelles primordiales issues de l'époque où des effets de gravité quantique se produisaient dans l'Univers. Il permettrait de sonder l'Univers à des époques encore plus anciennes.

## Les caractéristiques du modèle cosmologique standard ΛCDM
Ce modèle ΛCDM représente un univers :
- spatialement homogène et isotrope à grande échelle (donc aussi à courbure spatiale constante) correspondant à la métrique de Friedmann-Lemaître-Robertson-Walker.
- rempli d'un fluide parfait de pression {\displaystyle p} généralement nulle (gaz de galaxies correspondant à : {\displaystyle w={\frac {pc^{-2}}{\rho }}=0}) et de densité {\displaystyle \rho } composée de matière chaude (relativiste ou rayonnement) et matière froide (non relativiste).
- dont la courbure spatiale est nulle (paramètre de courbure k = 0).
- qui contiendrait, en plus de la matière ordinaire, de la matière noire (surplus de gravité dont les galaxies ont besoin pour ne pas se défaire durant leur rotation) et de l'énergie noire (force répulsive globale qui tend à accélérer l'expansion de l'univers et nécessitant : constante cosmologique LAMBDA > 0).
- issu d'une explosion primordiale (modèle Big Bang nécessitant : {\displaystyle w>-1/3}).

Une étude a été publiée en février 2017 avancant que le modèle ΛCDM est construit sur une base de stratagèmes conventionnalistes, le rendant impossible à réfuter selon le sens défini par Karl Popper.

## Expériences futures
Les avancées réalisées grâce au télescope spatial James-Webb pourraient remettre en cause le modèle standard de l’Univers, ou à tout de moins de le faire évoluer sensiblement.